# Paranatama
Paranatama est une municipalité brésilienne située dans l'État du Pernambouc.